# Helling (geologie)
Met de dip of helling van een gesteentelaag, een breuk of foliatie wordt de gemiddelde waarde van de maximale hellingshoek van die laag bedoeld. De helling staat loodrecht op de strekking van de laag. De dip is de hoek tussen een horizontale lijn loodrecht op de strekking en het vlak van de gesteentelaag.
De oriëntatie van een gesteentelaag wordt gegeven door de strekking, de dip en de windrichting waarheen de laag helt (hellingsrichting). Een laag kan bijvoorbeeld de oriëntatie 110/60 NO hebben. Dat betekent: 
- de strekking is 110° met het geografische noorden (het azimut),
- de hellingshoek is 60° met het horizontale vlak en
- de hellingsrichting (expositie) is naar het noordoosten (loodrecht op 110°, dus 20° naar het noordoosten).